# 普済寺 (浜松市)
普済寺（ふさいじ）は、静岡県浜松市中央区広沢にある曹洞宗の寺院。山号は広沢山。本尊は釈迦如来。

## 歴史
寒巌義尹（1217年 – 1300年）の開山により創建されたと伝えられるが、実際にこの寺が創建されたのは吉良氏の開基により華蔵義曇（1375年 – 1455年）が現在の浜松市寺島の地に建立した随縁寺に始まり、1432年（永享4年）現在の場所に移され普済寺と号した。
1570年（元亀元年）には徳川家康によって焼かれたが、その後家康によって復興された。江戸時代には江戸幕府から朱印状が与えられた。1945年（昭和20年）に焼失し、現在の堂宇の多くはその後に再建されたものである。
境内には北山稲荷がある。日本三大稲荷の一つである妙厳寺（豊川稲荷）は普済寺の末寺である。